# Игра на спомени
„Игра на спомени“ (на английски: Reminiscence) е американски научнофантастичен трилър от 2020 г. на режисьора Лиса Джой (която също е сценарист на филма, както и нейния режисьорски дебют). Във филма участват Хю Джакман, Ребека Фъргюсън, Танди Нютън, Клиф Къртис, Марина де Тавира и Даниел Ву.
Филмът е пуснат от Warner Bros. Pictures в Съединените щати на 20 август 2021 г. по кината и стрийминг услугата HBO Max.